# 100 років тому вперед (ресторан)
«100 років тому вперед» — ресторан української кухні в місті Київ. Відкритий 20 березня 2019 року українською підприємицею, меценаткою, громадською діячкою Інною Поперешнюк та кулінаром, дослідником української кухні Євгеном Клопотенком, який також є бренд-шефом закладу.
Заклад "100 років тому вперед" входить до гастрохолдингу "Інакші", співвласниками яких також є Євген Клопотенко та Інна Поперешнюк.
У жовтні 2019 року National Geographic обрали ресторан «100 років тому вперед» для зйомок сюжету про українську кухню та борщ.
Восени 2020 року журнал «НВ» назвав заклад одним зі 100 найкращих ресторанів України. У 2020 і 2021 роках заклад став фіналістом ресторанної премії «Сіль» у категорії ресторанів української кухні.
З 2022 року ресторан регулярно приймає в себе та годує майже всі закордонні політичні делегації, котрі прибувають у столицю. Зокрема, в закладі обідали  державний секретар США Ентоні Блінкен, кілька разів — колишній премʼєр-міністр Великої Британії Борис Джонсон і його делегації, делегація прем'єр-міністра Індії Нарендра Моді. Також у закладі під час своїх візитів обідали сер Річард Бренсон, Шон Пен, актори Орландо Блум і Майкл Дуглас. 

## Концепція ресторану

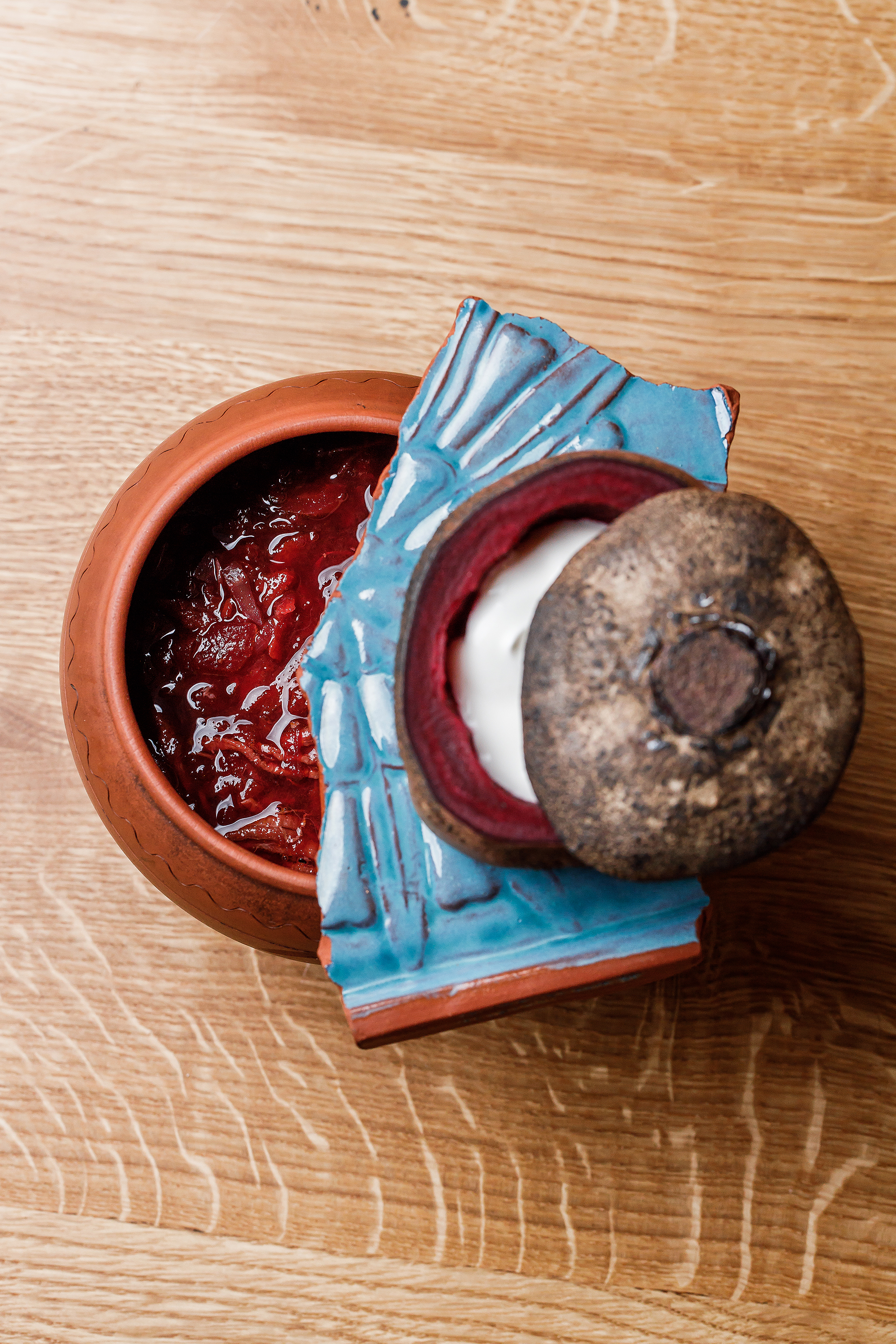
Борщ зі сливовим лекваром

За словами Євгена Клопотенка, ресторан поєднує традиційні рецепти української кухні із сучасними техніками. Для створення меню засновники консультувалися з істориками та дослідниками української кухні, їздили з командою в експедиції Україною. Одним зі джерел натхнення для свого ресторану засновники називають ресторан Noma Рене Редзепі у Копенгагені, який свого часу «перевинайшов скандинавську кухню».
«Ми зробили реконструкцію старовинних рецептів і адаптували їх до сьогодення. Разом із командою кухарів ми уявляли, як би готувалися і змінювалися наші страви, якби ссср не сталося. Тому зараз ми готуємо нормальну українську кухню, якою б вона була без втручання та нищення нашої культури, яке сталося в 20 столітті», — коментує Євген Клопотенко. 

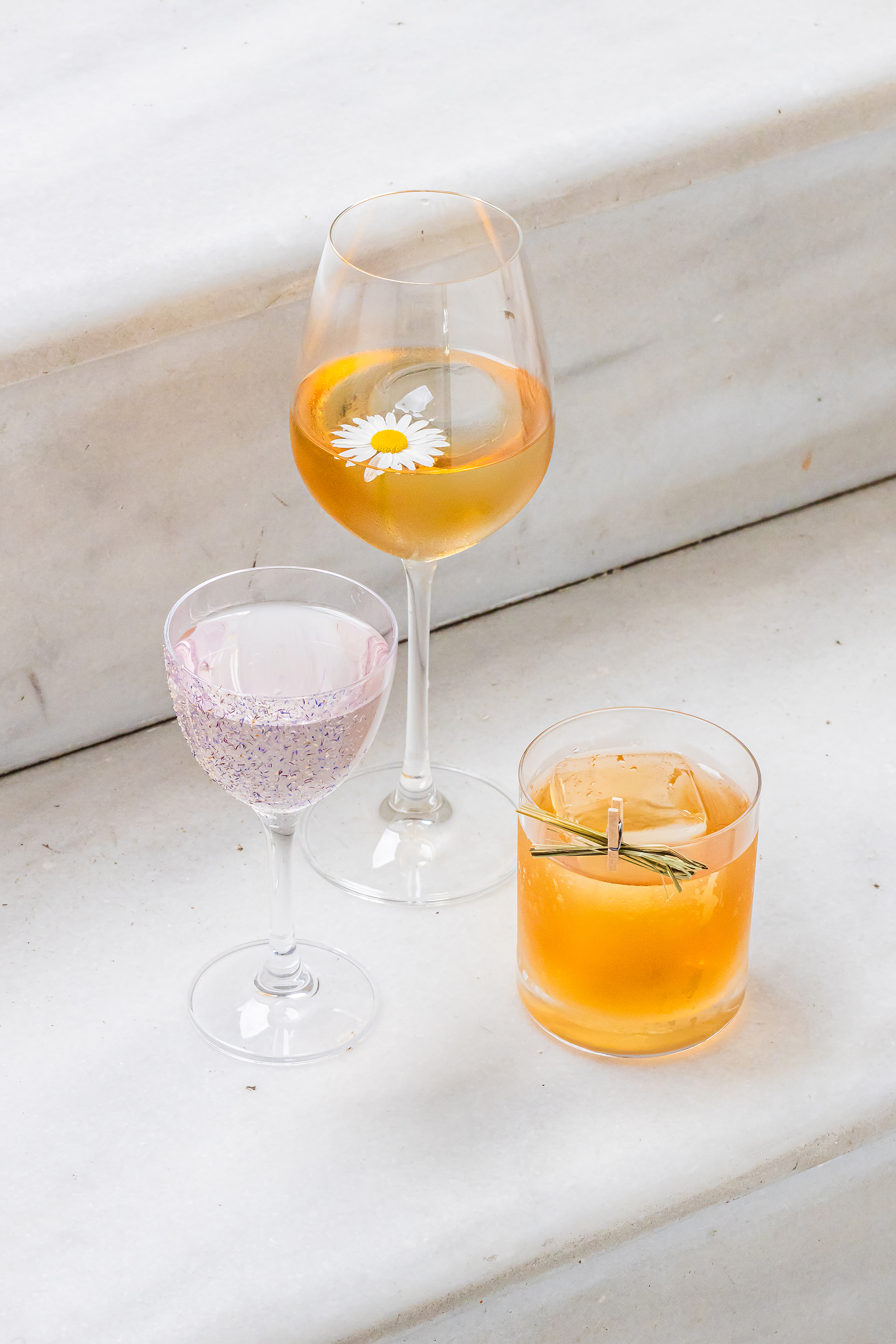
Сезоні коктейлі з українських інгредієнтів

Ресторан декларував свою відмову від стереотипів про українську кухню та від «шароварщини». В основному меню ресторану довгий час не було борщу, сала і вареників. Ці страви були орієнтовані на іноземців, тому їх можна було замовити лише англійською (зокрема, борщ із сливовим лекваром). Однак наразі ці страви вже є в постійному меню поруч із більш незвичними позиціями. Родзинкою меню є закуска з бджіл, котра незмінно дивує відвідувачів. 
Меню закладу постійно оновлюється і крім традиційних та історичних українських страв (таких як гамула, верещака, тетеря, качана каша), також зʼявляються сезонні позиції та «трендові» страви. Незмінним є те, що серед інгредієнтів є лише ті продукти, що вирощуються в Україні. Тут немає ні авокадо, ні бананів, ні лимонів, ні соєвого соусу. Ба більше, у 2024 році заклад оновив алкогольне меню, та почав готувати коктейлі так само на основі напоїв українських виробників.

## Локація
«100 років тому вперед» розташований в історичній будівлі на вулиці Володимирській, неподалік від Десятинної церкви та Андріївського узвозу. Приміщення ресторану раніше розміщувало заклади української кухні «Втрачена кухня» і «Культ Ра».

## Інтер'єр
Інтер'єр ресторану створювала команда Balbek Bureau архітектора-мінімаліста Слави Балбека, яка раніше мала досвід роботи з рестораном української кухні Barvy. Стільці для ресторану створила дизайнер Катерина Соколова.

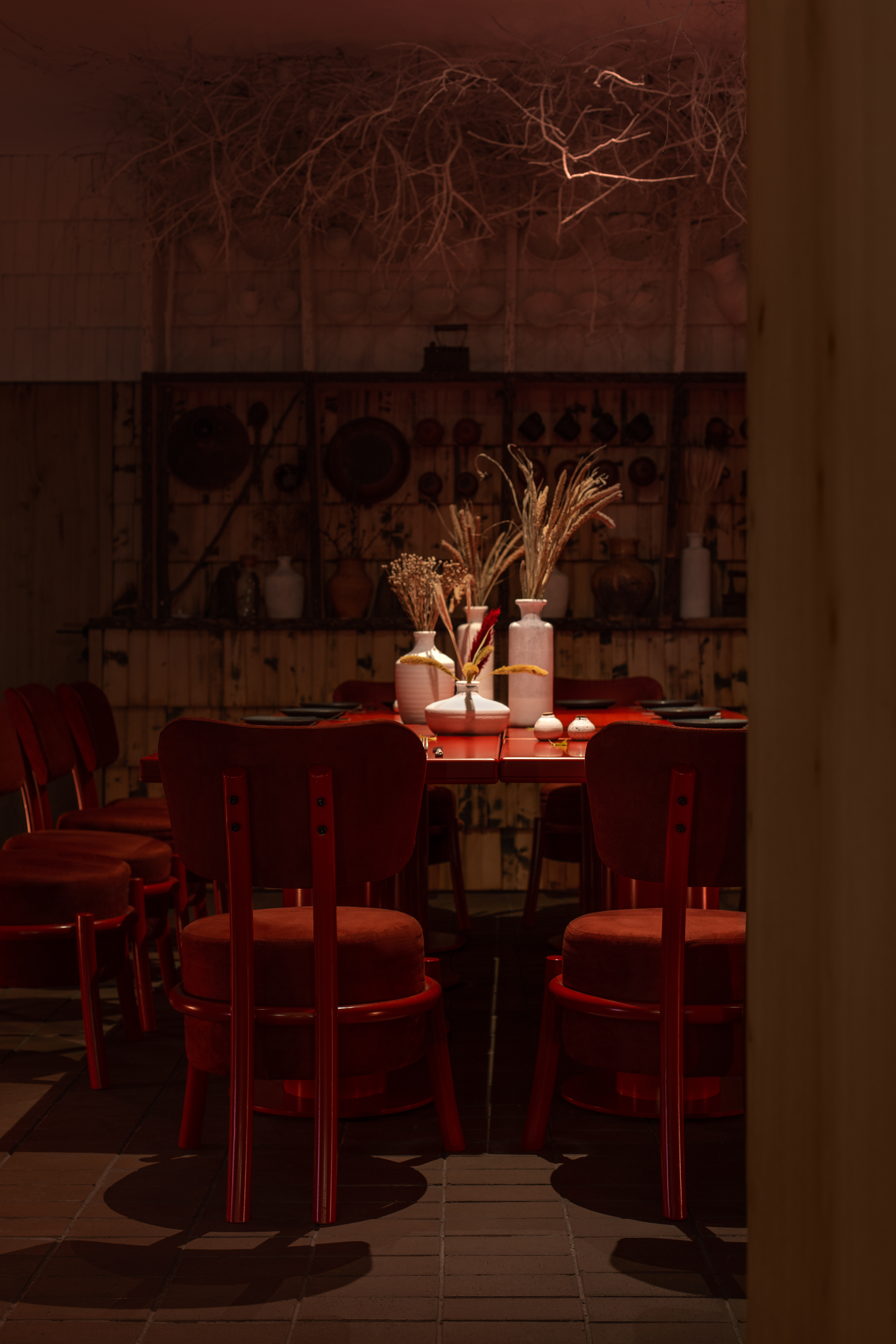
Червона кімната

В інтер'єрі старовинні українські мотиви поєднуються із мінімалізмом, основні кольори — природні бежеві та червоний. Зроблений акцент на дерево та стримані національні мотиви в різьбленні, традиційних сухоцвітах і елементах старовинного українського побуту. Окрім двох залів на двох поверхах, у «100 років тому вперед» є кухня з побудованою в традиційний метод спеціально для закладу піччю і простором для ферментування. На першому поверсі облаштована барна стійка.
Про інтер'єр ресторану написало британське архітектурне видання Dezeen.